# Platform as a service
Plate-forme en tant que service
Platform as a service (PaaS), ou plate-forme en tant que service, est l'un des types d'infonuagique (Cloud Computing), principalement destiné aux développeurs ou aux entreprises de développement, où :

Couches techniques prises en charge dans le cas d'un cloud de type PaaS.

- l'entité cliente (développeurs ou entreprise) maintient les applications proprement dites;
- le fournisseur cloud maintient la plate-forme d'exécution de ces applications : le matériel du ou des serveurs (la carte mère, la mémoire vive…), les logiciels de base (c'est-à-dire le ou les systèmes d'exploitation, le ou les moteurs de bases de données…) et l'infrastructure (de connexion au réseau, de stockage, de sauvegarde).

Ce type de cloud computing permet de mettre à disposition des entités clientes un environnement d'exécution rapidement disponible, en leur laissant la maîtrise des applications qu'elles peuvent installer, configurer et utiliser elles-mêmes. Il se distingue ainsi du modèle logiciel en tant que service (SaaS) où la même application est mise à disposition des nombreux utilisateurs finaux.
La terminologie qui entoure ce type de services est souvent le résultat de publications de cabinets de conseil spécialisés comme Gartner. Le terme « PaaS » couvre ainsi selon ceux-là un ensemble de services allant du hpaPaaS (« High productivity application platform-as-a-service » en anglais, ou « plateforme applicative de haute productivité en tant que service ») en passant par le mbPaaS (« platforme orientée services mobiles ») ou IoTPaaS qui vise l'Internet des objets.
Une première vague de services de ce type a vu son apparition vers 2006-2008 avec Heroku, Engine Yard ou Google App Engine, une seconde vague a vu son apparition avec la démocratisation des conteneurs Linux autour de 2014 par le projet open-source Docker créé par l'entrepreneur franco-américain Solomon Hykes. 
Cette deuxième vague tend à se confondre avec un autre mouvement contemporain le Serverless computing (« informatique sans serveur ») qui propose des promesses similaires (déploiement rapide de code sans la nécessité de configurer l'infrastructure sous-jacente). Dans cette deuxième catégorie se trouvent des services des fournisseurs cloud horizontaux tels que AWS, Google Cloud, Azure ou Oracle Cloud ainsi que des startups comme les Français Koyeb ou Platform.sh ou Clever Cloud.

## Exemples de fournisseurs
- AWS Elastic Beanstalk
- Clever Cloud
- Bluemix par IBM
- Fundamentum par Dimonoff
- Gandi
- Google App Engine
- Heroku
- Microsoft Azure
- OpenShift par Red Hat
- Orange Business Services
- OVHcloud
- Predix par General Electric
- Platform.sh
- SAP HANA  (en) Cloud Platform
- Vercel